# 土忍記 風の天狗
『土忍記 風の天狗』（どにんき かぜのてんぐ）は、1970年に小島剛夕の劇画『土忍記』を日活が映画化した時代劇映画、監督は小澤啓一。

## あらすじ
柳生石舟斉は柳生一族の勢力を確実に広げていた。草薙六平太の居る青地の里も柳生の勢力下に置かれた。六平太は郷太夫に忍者の世界から足抜けをしようと姿を消した丑蔵を見つけ次第無きものにするよう命じられた。彼は丑蔵を見つけるも殺すことが出来なかった。この結果、命に背いた六平太自身もまた柳生一族から身を追われることとなり抜け忍となった。柳生の手の者たちから逃れた六平太はやがて貧しい村に定住し穏やかな日々を送っていたが、そこにも遂に追手が迫ってくるのであった。

## キャスト
- 高橋英樹 : 草薙六平太
- 和泉雅子 : トキ
- 夏八木勲 : 卯月喬之助
- 沖雅也 : 紋次
- 渋沢詩子 : お陵
- 亀石征一郎 : 多羅尾又平
- 深江章喜 : 那智半兵衛
- 青木義朗 : 青地郷太夫
- 河野弘 : 土室東馬
- 北島マヤ : 海女
- 榎木兵衛 : 浮田丈軒
- 高樹蓉子 : マキ
- 郷鍈治 : 玄馬
- 小高雄二 : 丑蔵

## スタッフ
- 監督 : 小澤啓一
- 脚本 : 星川清司
- 企画 : 今戸栄一、時枝国文
- 音楽 : 鏑木創
- 撮影 : 横山実
- 美術 : 松井敏行
- 助監督 : 藤井克彦

## 併映作品
- 『喧嘩屋一代 どでかい奴』（大映作品）